# خليل ماموت
خليل ماموت هو من المعتقلين الأويغور، اعتقل لمدة سبع سنوات في في معتقل غوانتانامو الأمريكي في كوبا.
ولد في كاشغر في الصين في عام 1977، وكان رقم الاعتقال التسلسلي الخاص به 278. هو واحد من 22 معتقل أويغوري في غوانتانامو بدون توجيه أي تهم لهم. بعد المثول أمام المحكمة في عام 2008، أعلن القاضي ريكاردو أوربينا عدم مشروعية احتجازه، وأمر بإطلاق سراحه في الولايات المتحدة، تم إرساله إلى برمودا في يونيو 2009.

## الإرسال إلى برمودا
تم إرساله إلى برمودا في يونيو 2009 إلى جانب ثلاثة آخرين من الأويغور هم: عبد الله عبد القادر أخون، وحذيفة بارهات، وإمام عبد الله في 11 يونيو 2009.

## وصلات خارجية
- من غوانتانامو إلى الولايات المتحدة: قصة المسجونين الأويغوريين ظلمًا، أندي ورثينجتون 9 أكتوبر 2008
- القاضي ريكاردو أوربينا (نسخة منقحة)